# メイドインジャパン!
『メイドインジャパン!』は、TBS系列において2019年4月15日から2020年3月23日まで放送されたバラエティ番組である。全15回。放送時間は、毎週月曜21:00 - 22:00（JST）。

## 概要
日本に在住する外国人が「日本で一番素晴らしい」と感じた日本製品を母国に持ち帰るといった内容である。
2015年1月7日放送分の『世界進出バラエティ!メイドインジャパン 日本に誇りもてるSP!』を皮切りに過去に10回パイロット版が放送されており、2019年1月10日に放送されたパイロット版の視聴率は14.6%を記録している。
TBSの月曜21時枠は長きにわたりドラマ・映画枠が編成され、また1969年10月から『月曜ロードショー』→『月曜ドラマスペシャル』→『月曜ミステリー劇場』→『月曜ゴールデン』→『月曜名作劇場』の2時間枠を1987年10月～1989年9月の月曜21時の連続ドラマ枠の編成による中断期間や2017年1月の放送時間繰り上げを挟みながら編成し続けてきた。そして2019年春改編で『月曜名作劇場』が廃枠になり、月曜21時枠は1989年9月の『ママハハ・ブギ』の終了以来約30年ぶりに1時間枠に再編されることとなった。これにより、TBSの月曜21時枠に1時間枠のバラエティ番組が編成されるのは当番組が開局以来初めてとなる。
レギュラー放送の開始以降、当番組と19時枠の『名医のTHE太鼓判!』、20時枠の『有田哲平と高嶋ちさ子の人生イロイロ超会議』、22時枠の『1番だけが知っている』と隔週で2時間から4時間の拡大スペシャルを行う傾向があり、通常放送で行われたことはレギュラー放送終了まで一度もなかった。当番組が21時から2時間スペシャルを放送する際には、裏被りを回避するため、山里亮太が司会を務め、22時から放送されている『逆転人生』（NHK総合テレビジョン）は休止の措置を取っていた。この傾向のため、月1回の放送が大半で、月2回放送したのは2019年7月から9月までであり、その結果、1年放送ながら回数はわずか「14回」（1クール強）しかなかった。
『週刊文春』2020年1月16日号に当番組と『名医のTHE太鼓判!』が2020年3月をもって終了すると報じられ、同年3月23日をもって終了となった。後番組として、かつて、レギュラー放送され、同年2月24日に特別番組として放送された『アイ・アム・冒険少年』が、5月25日より当時間帯でレギュラー放送が再開されると発表された。
2023年1月6日、3年ぶりに放送（19:00 - 22:54）。

## 出演者
- 山里亮太（南海キャンディーズ） - MC[1]
- 江藤愛（TBSアナウンサー） - 進行[1]
- 田村真子（TBSアナウンサー） - 進行[1]
- アリス・フレミング(再現ドラマレギュラー)

### 過去の出演者
- 笹川友里（当時TBSアナウンサー） - 進行。パイロット版のみ出演[7]。

## パイロット版の放送日
| 回 | 放送日時（JST）                      |
| -- | ------------------------------------ |
| 1  | 2015年1月7日（水曜日）19:00 - 21:54  |
| 2  | 2016年1月6日（水曜日）19:00 - 22:54  |
| 3  | 2016年4月27日（水曜日）19:00 - 21:54 |
| 4  | 2016年9月29日（木曜日）19:56 - 22:54 |
| 5  | 2017年1月4日（水曜日）19:00 - 22:54  |
| 6  | 2017年4月4日（火曜日）19:00 - 22:54  |
| 7  | 2018年1月18日（木曜日）20:00 - 22:54 |
| 8  | 2018年4月3日（火曜日）19:00 - 23:07  |
| 9  | 2018年9月23日（日曜日）18:30 - 21:54 |
| 10 | 2019年1月10日（木曜日）20:00 - 23:07 |
| 11 | 2023年1月6日（金曜日）19:00 - 22:54  |

## ネット局
| 放送対象地域   | 放送局                    | 系列    | 放送時間           | ネット状況 |
| -------------- | ------------------------- | ------- | ------------------ | ---------- |
| 関東広域圏     | TBSテレビ（TBS）          | TBS系列 | 月曜 21:00 - 22:00 | 制作局     |
| 北海道         | 北海道放送（HBC）         | TBS系列 | 月曜 21:00 - 22:00 | 同時ネット |
| 青森県         | 青森テレビ（ATV）         | TBS系列 | 月曜 21:00 - 22:00 | 同時ネット |
| 岩手県         | IBC岩手放送（IBC）        | TBS系列 | 月曜 21:00 - 22:00 | 同時ネット |
| 宮城県         | 東北放送（TBC）           | TBS系列 | 月曜 21:00 - 22:00 | 同時ネット |
| 山形県         | テレビユー山形（TUY）     | TBS系列 | 月曜 21:00 - 22:00 | 同時ネット |
| 福島県         | テレビユー福島（TUF）     | TBS系列 | 月曜 21:00 - 22:00 | 同時ネット |
| 山梨県         | テレビ山梨（UTY）         | TBS系列 | 月曜 21:00 - 22:00 | 同時ネット |
| 新潟県         | 新潟放送（BSN）           | TBS系列 | 月曜 21:00 - 22:00 | 同時ネット |
| 長野県         | 信越放送（SBC）           | TBS系列 | 月曜 21:00 - 22:00 | 同時ネット |
| 静岡県         | 静岡放送（SBS）           | TBS系列 | 月曜 21:00 - 22:00 | 同時ネット |
| 富山県         | チューリップテレビ（TUT） | TBS系列 | 月曜 21:00 - 22:00 | 同時ネット |
| 石川県         | 北陸放送（MRO）           | TBS系列 | 月曜 21:00 - 22:00 | 同時ネット |
| 中京広域圏     | CBCテレビ（CBC）          | TBS系列 | 月曜 21:00 - 22:00 | 同時ネット |
| 近畿広域圏     | 毎日放送（MBS）           | TBS系列 | 月曜 21:00 - 22:00 | 同時ネット |
| 鳥取県・島根県 | 山陰放送（BSS）           | TBS系列 | 月曜 21:00 - 22:00 | 同時ネット |
| 岡山県・香川県 | RSK山陽放送（RSK）        | TBS系列 | 月曜 21:00 - 22:00 | 同時ネット |
| 広島県         | 中国放送（RCC）           | TBS系列 | 月曜 21:00 - 22:00 | 同時ネット |
| 山口県         | テレビ山口（tys）         | TBS系列 | 月曜 21:00 - 22:00 | 同時ネット |
| 愛媛県         | あいテレビ（itv）         | TBS系列 | 月曜 21:00 - 22:00 | 同時ネット |
| 高知県         | テレビ高知（KUTV）        | TBS系列 | 月曜 21:00 - 22:00 | 同時ネット |
| 福岡県         | RKB毎日放送（RKB）        | TBS系列 | 月曜 21:00 - 22:00 | 同時ネット |
| 長崎県         | 長崎放送（NBC）           | TBS系列 | 月曜 21:00 - 22:00 | 同時ネット |
| 熊本県         | 熊本放送（RKK）           | TBS系列 | 月曜 21:00 - 22:00 | 同時ネット |
| 大分県         | 大分放送（OBS）           | TBS系列 | 月曜 21:00 - 22:00 | 同時ネット |
| 宮崎県         | 宮崎放送（MRT）           | TBS系列 | 月曜 21:00 - 22:00 | 同時ネット |
| 鹿児島県       | 南日本放送（MBC）         | TBS系列 | 月曜 21:00 - 22:00 | 同時ネット |
| 沖縄県         | 琉球放送（RBC）           | TBS系列 | 月曜 21:00 - 22:00 | 同時ネット |

## スタッフ

### レギュラー版
- 総合演出：佐藤三生[7]
- 構成作家：張眞英、内藤高淑、あだち昌也、杉山文三枝、小北英記
- ナレーター：槙大輔、松野芳子、服部潤（2019年12月2日放送分のみ、またこの日の放送は服部の単独ナレーションで槙と松野は出演していない。）
- TM：榎芳栄
- TD：早川征典
- CAM：徳武正裕
- 音声：和田良介
- VE：佐藤希美
- 照明：渋谷康治
- 美術プロデューサー：澁谷政史
- 美術デザイナー：山口智広
- 美術制作：松永陽登
- 装置：坂本進
- 操作：佐藤翔太
- 電飾：住義仁
- アクリル装飾：青木剛
- 装飾：後藤千鶴
- メイク：清田恵子
- 編集：遠藤徳光
- MA：木村亮允
- 技術協力：IMAGICA
- ロケ技術：久村誠次、篠田力、港家
- CG：大隅商店
- イラスト：スタジオスパロウ
- 音響効果：金子寛史（fro-less）
- 協力：シグマ・セブンほか
- 撮影協力：成田空港
- 海外コーディネート：NTV International、孫明淑、Crocus
- 宣伝：藤原萌子
- デスク：石川素子
- TK：荒井順子
- リサーチ：Bリサーチ、甲谷北斗
- 編成：岸田大輔、松本友香
- AD：古川彩乃、眞島裕也
- キャスティングP：陶山達也
- AP：中澤果帆里
- ディレクター：大垣ジョー、松山容子、本間和美、近藤創、浅野克己、小森あすみ
- MP：樋江井彰敏
- プロデューサー：福田健太郎[7]、張眞英（YELLOW）[7]、川岸宏彰（YELLOW）
- 制作協力：YELLOW[7]
- 制作：TBSテレビ制作局制作1部
- 製作著作：TBS[7]

### パイロット版
第10弾（2019年1月10日放送分）
- 総合演出：佐藤三生
- 構成作家：堀田延、張眞英、内藤高淑、あだち昌也、杉山文三枝、小北英記
- ナレーター：武田広、松野芳子
- TM：榎芳栄
- TD：早川征典
- CAM：徳武正裕
- 音声：清宮拓
- VE：對間敏文
- 照明：渋谷康治
- 美術プロデューサー：山口智広
- 美術制作：澁谷政史
- 装置：坂本進
- 操作：多田亜希子
- 電飾：住義仁
- アクリル装飾：青木剛
- 装飾：後藤千鶴
- メイク：清田恵子
- 編集：中村豪
- MA：木村亮允
- 音響効果：金子寛史（fro-less）
- 技術協力：IMAGICA
- ロケ技術：久村誠次、篠田力
- CG：大隅商店
- イラスト：スタジオスパロウ
- 協力：シグマ・セブン、極東電機
- 撮影協力：成田国際空港
- 海外コーディネーター：NTV International、Northern Lights、日本ハンガリーメディアート
- 宣伝：藤原萌子
- デスク：石川素子
- TK：荒井順子
- リサーチ：Bリサーチ、甲谷北斗
- 編成：岸田大輔
- AD：古川彩乃
- AP：安部友子、吉利之宏
- ディレクター：飯島拓哉、大垣ジョー、松山容子
- MP：江藤俊久
- プロデューサー：福田健太郎、張眞英、陶山達也、川岸宏彰
- 制作協力：YELLOW
- 制作：TBSテレビ制作局制作1部
- 製作著作：TBS